# Anostomoides
Anostomoides es un  género de peces de la familia Anostomidae y de la orden de los Characiformes.

## Especies
Actualmente hay tres especies reconocidas en este género:
- Anostomoides atrianalis, (Pellegrin, 1909)
- Anostomoides laticeps, (C. H. Eigenmann, 1912)
- Anostomoides passionis, (Dos Santos & Zuanon, 2006)